# Mylabris paliji
Mylabris paliji là một loài bọ cánh cứng trong họ Meloidae. Loài này được Kotschenov miêu tả khoa học năm 1970.